# بروك ستيفنز
بروك ستيفنز (بالإنجليزية: Brooke Stevens)‏ (21 مايو 1957)؛ روائي أمريكي.